# Syzygium luehmannii
Syzygium luehmannii là một loài thực vật có hoa trong Họ Đào kim nương. Loài này được (F.Muell.) L.A.S.Johnson miêu tả khoa học đầu tiên năm 1962.

## Hình ảnh

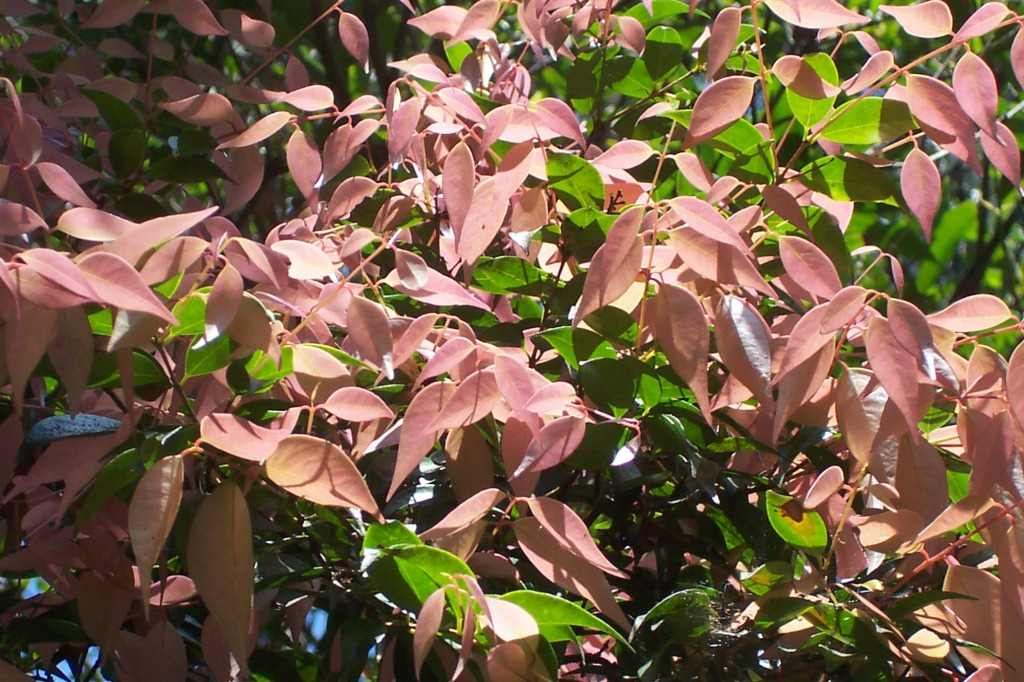
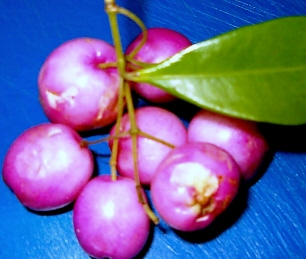
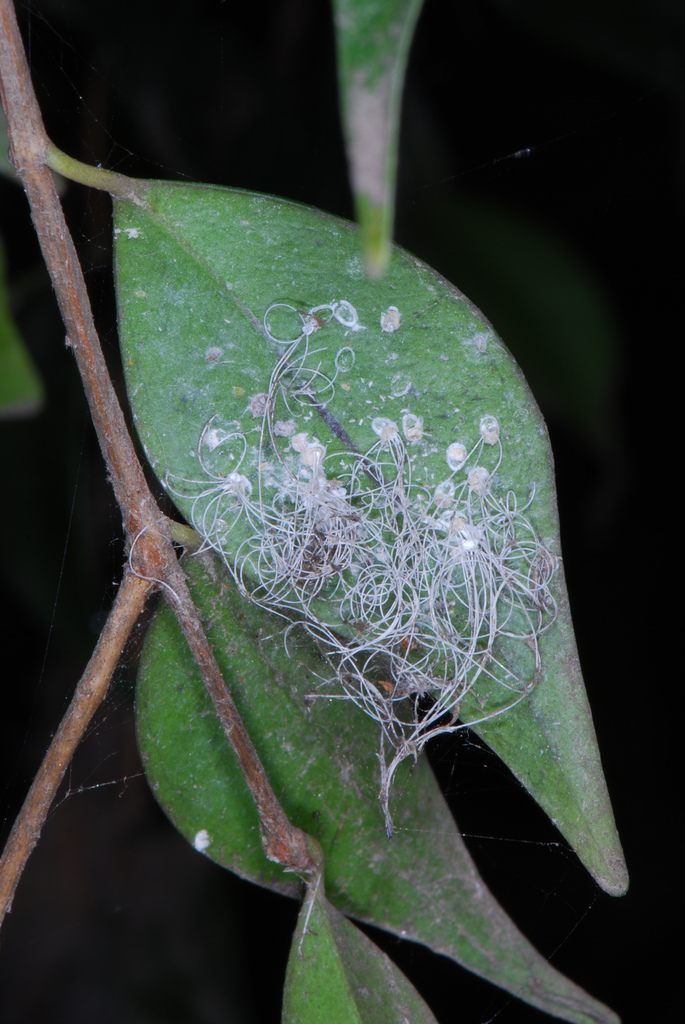
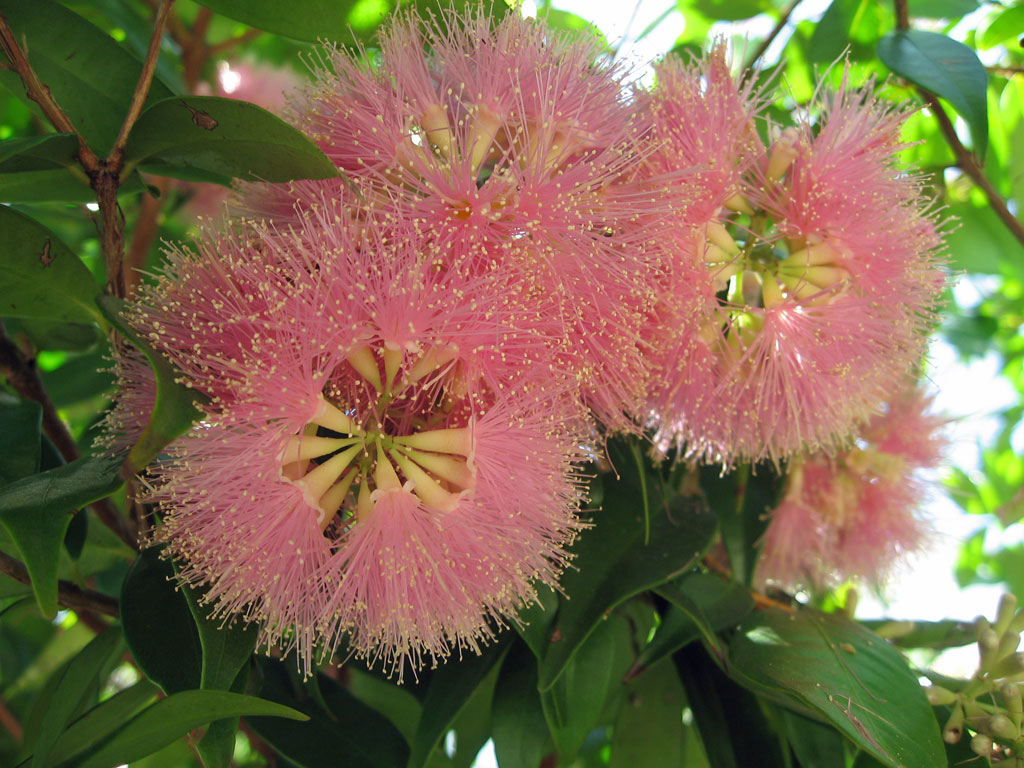